# Christen Borch
Christen Borch, född 4 mars 1883, död 4 november 1972, var en dansk arkitekt. Han var son till Martin Borch.
Borch samarbetade med fadern vid en mängd restaurerings- och ombyggnadsarbeten och ägnade sig huvudsakligen åt kulturminnesvård. Bland hans nybyggnader märks Carlsbergsfondens biologiska institut i Köpenhamn och sjukhus och ämbetsbyggnader runt om i Danmark.